# 트랜스포머 프라임 비스트헌터: 프레데콘 라이징
트랜스포머 프라임 비스트헌터: 프레데콘 라이징은 하스브로 스튜디오에서 제작된 더 허브 오리지널 가족 텔레비전 영화이다. 작품은 트랜스포머 프라임을 이야기를 완결로 하는 작품이다. 2013년 10월 8일에 블루레이로 발매되었다. 이 시리즈 끝으로 2015년 작품이자 트랜스포머 프라임 후속작인 트랜스포머 로봇 인 디스가이즈로 이어지게 된다.

## 등장인물

### 오토봇
- 옵티머스 프라임

성우 : 피터 쿨렌
- 스모크스크린

성우 : 놀란 노스
- 알씨

성우 : 서멜리 몬타노
- 벌크헤드

성우 : 케빈 마이클 리처드슨
- 울트라 매그너스

성우 : 마이클 아이언사이드
- 휠잭

성우 : 제임스 호란
- 라쳇

성우 : 제프리 콤스
- 범블비

성우 : 윌 프리들
- 넉 아웃

성우 : 다란 노리스

### 디셉티콘
- 메가트론

성우 : 프랭크 웰커
- 쇼크웨이브

성우 : 데이비드 소볼로프
- 스타스크림

성우 : 스티브 블룸

### 프레데콘
- 프레다킹

성우 : 피터 멘사
- 다크스틸

성우 : 스티브 블룸
- 스카이링크스

성우 : 놀란 노스

### 기타
- 유니크론

성우 : 존 노블
- 테러콘 프레데콘

## 같이 보기
- 트랜스포머